# Acacia celsa
Acacia celsa — вид квіткових рослин з родини бобових. Ареал: Австралія (сх. Квінсленд).

## Екологія
Зазвичай він розташовується вздовж прибережних рівнин і на крутих горах, часто на висоті приблизно від 600 до 900 метрів, де він є піонером або пологовим видом як частина спільнот тропічних лісів.

## Біоморфологічна характеристика
Дерево зазвичай досягає висоти від 8 до 30 метрів з одним стовбуром, який має діаметр стовбура близько 80 см. Він має тверду, тонку та неглибоку кору, яка потріскана й тріщинаста, а також сплощені та гострокуті гілочки світло-зеленуватого кольору на кінцях. Темно-зелені або сіро-зелені з легким блиском філодії мають довжину 5–15.5 см і ширину (1)1.5–2.5(3.5) мм; поздовжні жилки численні, паралельні. Цвіте з січня по травень, утворюючи жовті квітки. Суцвіття прості, по 4–8 у пазусі; квітконіжки 4–6 мм завдовжки, голі; колоски 3–6 см завдовжки, перервані.